# Neoeuthyris woosteri
Neoeuthyris woosteri är en mossdjursart som först beskrevs av William MacGillivray 1891.  Neoeuthyris woosteri ingår i släktet Neoeuthyris och familjen Euthyrisellidae. Inga underarter finns listade i Catalogue of Life.